# Марион (Алабама)
Марион (енгл. Marion) град је у америчкој савезној држави Алабама. По попису становништва из 2010. у њему је живело 3.686 становника.

## Демографија
Према попису становништва из 2010. у граду је живело 3.686 становника, што је 175 (5,0%) становника више него 2000. године.
| Група             | 2000.         | 2010.         |
| Белци             | 1.267 (36,1%) | 1.213 (32,9%) |
| Афроамериканци    | 2.193 (62,5%) | 2.363 (64,1%) |
| Азијати           | 3 (0,1%)      | 23 (0,6%)     |
| Хиспаноамериканци | 34 (1,0%)     | 71 (1,9%)     |
| Укупно            | 3.511         | 3.686         |